# Most solidarnosti
Most solidarnosti je kabelski most koji premošćuje rijeku Vislu u poljskom gradu Płocku. Riječ je o mostu za cestovna vozila preko kojeg prolaze dvije državne ceste: državna cesta 60 i 62. Sa 615 metara on je najveći i najduži kabelski most u Poljskoj.

## Razlozi gradnje
Ideja o gradnji ovog mosta je započela početkom 1990-ih dok je sam projekt započeo s realizacijom početkom 2000-ih. Razlog njegove gradnje je stvaranje bolje prometne povezanosti Płocka i čitave regije koja se počela gospodarski širiti. Sama izgradnja mosta i pristupnih puteva je najznačajnija investicija u gradu tijekom proteklih nekoliko godina. Most se smatra važnom investicijom poljske Vlade čime je poboljšana prometna povezanost sa susjednim regijama s obje strane rijeke Visle ali je i olakšan transport goriva i naftnih derivata iz lokalne naftne industrije PKN Orlen. Također, most omogućava međunarodni teretni tranzitni put između zapadne Europe i baltičkih zemalja.

## Gradnja
Od pristiglih arhitektonskih ideja, prihvaćen je projekt Nikole Hajdina, srpskog arhitekta i sveučilišnog profesora.
Most je građen od srpnja 2002. do listopada 2007. Tijekom samog procesa gradnje iskorišteno je 12.600 tona čelične konstrukcije, 3.000 tona armiranog čelika te 19.000 kubnih metara betona. U procesu izrade dubokog temelja korišteni su piloni ukupne dužine 3.000 metara. Također, most je projektiran kako bi se vizualno što bolje integrirao u okolni krajolik. Opremljen je s mnogim elektroničkim uređajima kao što su: računalo za prikupljanje podataka, nadzorni sustav, senzori nagiba i temperature, meteorološka oprema i mnogi drugi mjerni instrumenti.
Sam most je namijenjen cestovnom prometu te ima četiri prometne trake, po dvije u svakom smjeru (od čega je svaka dio državne ceste 60 i 62). Također, postoje i biciklistička te pješačka staza.
U konačnici, troškovi izgradnje samog mosta su iznosili 190 milijuna zlota te se smatra važnom investicijom poljske Vlade. 13. listopada 2007. ga je svečano otvorio tadašnji poljski premijer Jaroslaw Kaczynski.

## Vanjske poveznice
- Jan Bliszczuk, "Podwieszony most przez Wisłę w Płocku", Wrocław: Dolnośląskie Wydawnictwo Edukacyjne, 2007., ISBN 978-83-7125-155-9.
- Structurae.de
- Most wantowy w Płocku  Arhivirana inačica izvorne stranice od 5. svibnja 2009. (Wayback Machine)